# 塞迈雷迪·安德烈
塞迈雷迪·安德烈（匈牙利語：Szemerédi Endre，1940年8月21日—）是一名匈牙利数学家，他主要的研究领域为组合数学与理论计算机科学。他自从1986年以来一旦担任美国罗格斯大学的计算机科学教授。

## 生平
他生于布达佩斯，先后毕业于匈牙利的羅蘭大學与俄罗斯的莫斯科国立大学。他的博士导师为伊斯拉埃爾·蓋爾范德。

## 研究与成就
塞邁雷迪在離散數學、理論電腦科學、算術組合、組合幾何方面總共發表了超過200篇學術論文。其中，在1975年，他證明了艾狄胥·帕爾和圖蘭·帕爾的著名猜想：若一個正整數序列有正的上密度，則具有任意長的等差數列。這條定理現在以他為名，稱為塞邁雷迪定理。證明過程當中，他引入了塞邁雷迪正則性引理。引理對於圖的性質檢驗和圖極限理論有重要應用。
得名自塞邁雷迪的還有重合幾何的塞邁雷迪－特羅特定理、圖論的豪伊瑙爾－塞邁雷迪定理和魯紹－塞邁雷迪問題。奧伊陶伊·米克洛什和塞邁雷迪證明了拐角定理，是邁向塞邁雷迪定理高維推廣的重要一步。
塞邁雷迪與奧伊陶伊和科姆洛什·亞諾什合作，證明了拉姆齊數R(3,t)的上界ct2/log t，並構造了深度最優的排序網絡。此外，塞邁雷迪與奧伊陶伊、瓦茨拉夫·赫瓦塔爾、蒙提·紐邦合作證明了交叉數不等式，即若一幅圖恰有n個頂點和m條邊，且m > 4n，則將其畫在平面上時，必有至少m3 / 64n2個交叉。

## 荣誉
1987年他成为匈牙利科学院院士；2010年成为美国国家科学院院士。他也是普林斯顿高等研究院的成员。
2010年6月，他被布拉格查理大学授予荣誉博士学位。
2012年3月21日，他获得挪威科学与文学院授予的阿贝尔奖，“以表彰其在离散数学和理论计算机科学方面的杰出贡献，以及对堆垒数论和遍历理论产生的深远影响。”